# Роудс, Лу
Лу Роудс (англ. Lou Rhodes) — британская певица и автор песен, вокалистка и автор текстов группы Lamb. Издала три сольных альбома, а также сотрудничала со многими другими коллективами и исполнителями: 808 State, A Guy Called Gerald, Funkstörung, Pale 3, Sugizo, Plump DJs, Шейла Чандра, Элиза Карти, Art of Noise, The Cinematic Orchestra.

## Дискография

### Альбомы
- Beloved One (2006)
- Bloom (2007)
- One Good Thing (2010)

### Синглы
- «Tremble» (2006)
- «The Rain» (2007)